# نیگیری‌زوشی

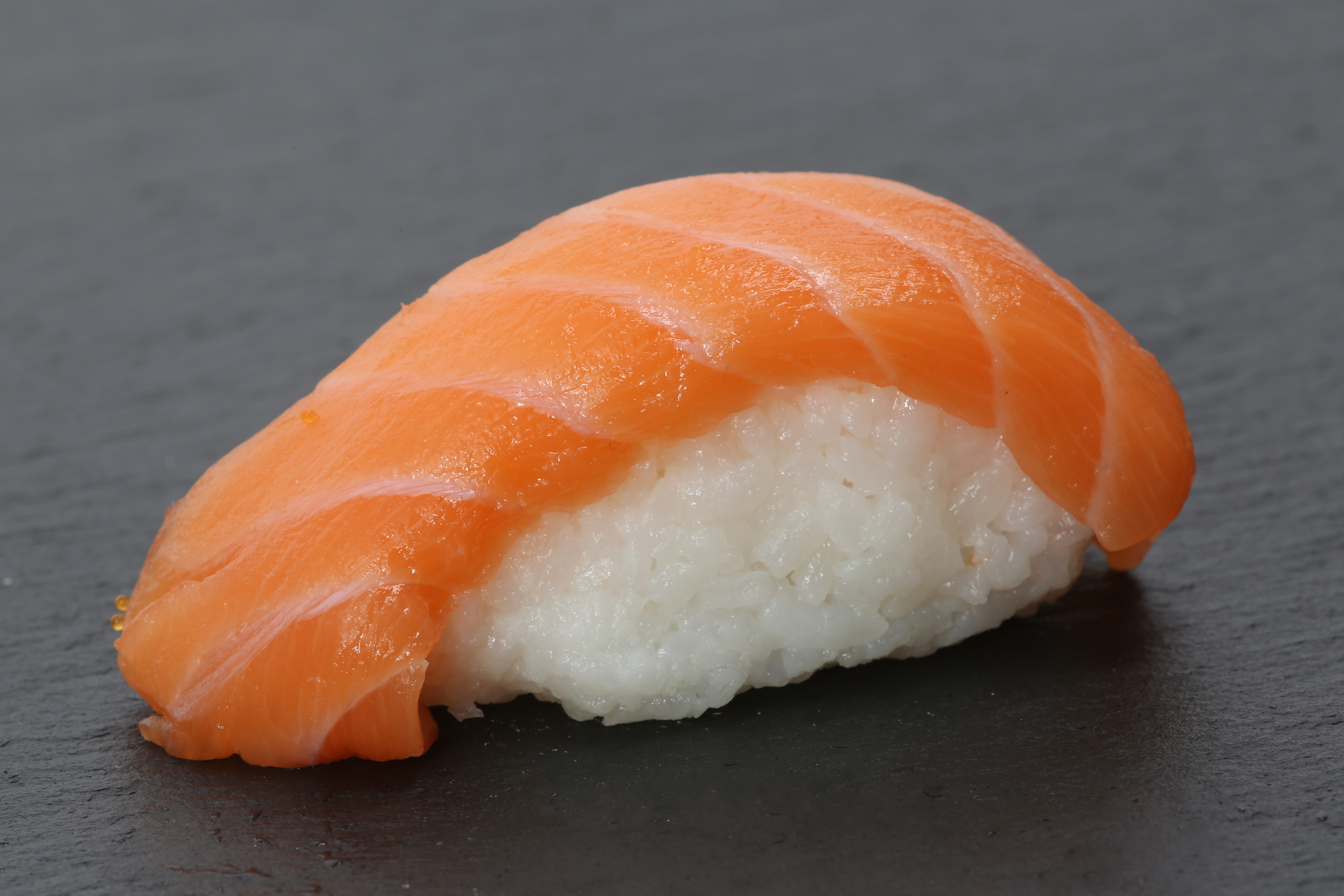
نیگیری‌زوشی

نیگیری‌زوشی (به ژاپنی: 握り寿司 nigiri-zushi) یکی از انواع سوشی است. این نوع سوشی در اصل غذای سنتی شهر ادو یا توکیوی کنونی بوده است. در این نوع سوشی بر روی برنج سوشی یا سومشی که طول آن تقریباً به اندازهٔ یک انگشت است مواد غذایی گذاشته شده و با دست به آن شکل داده می‌شود.

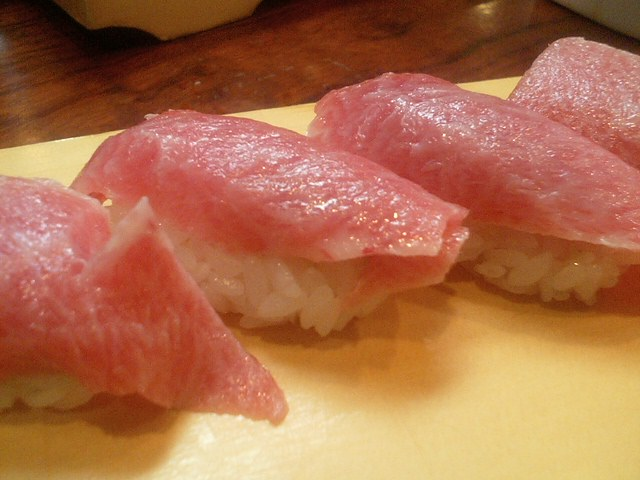
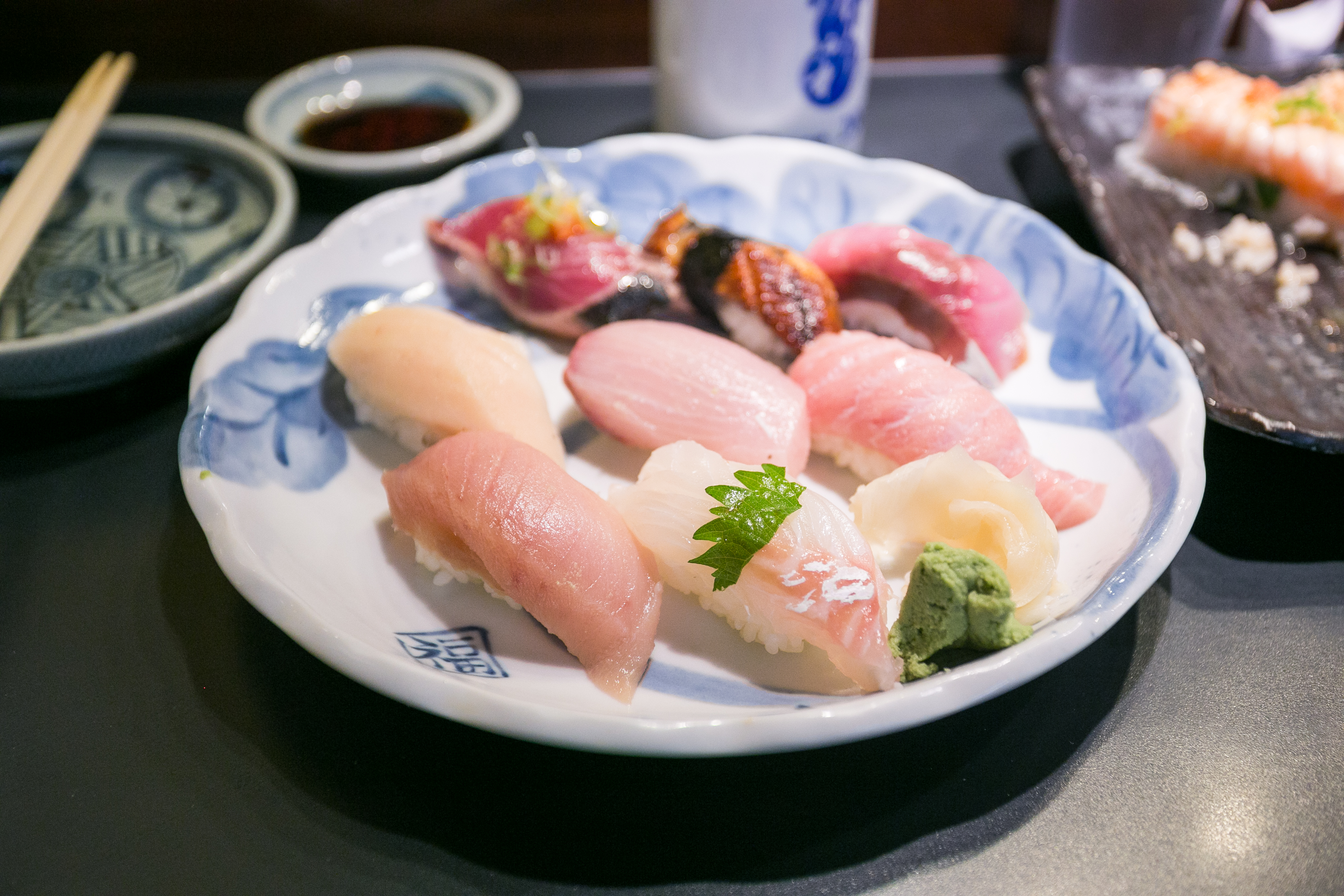
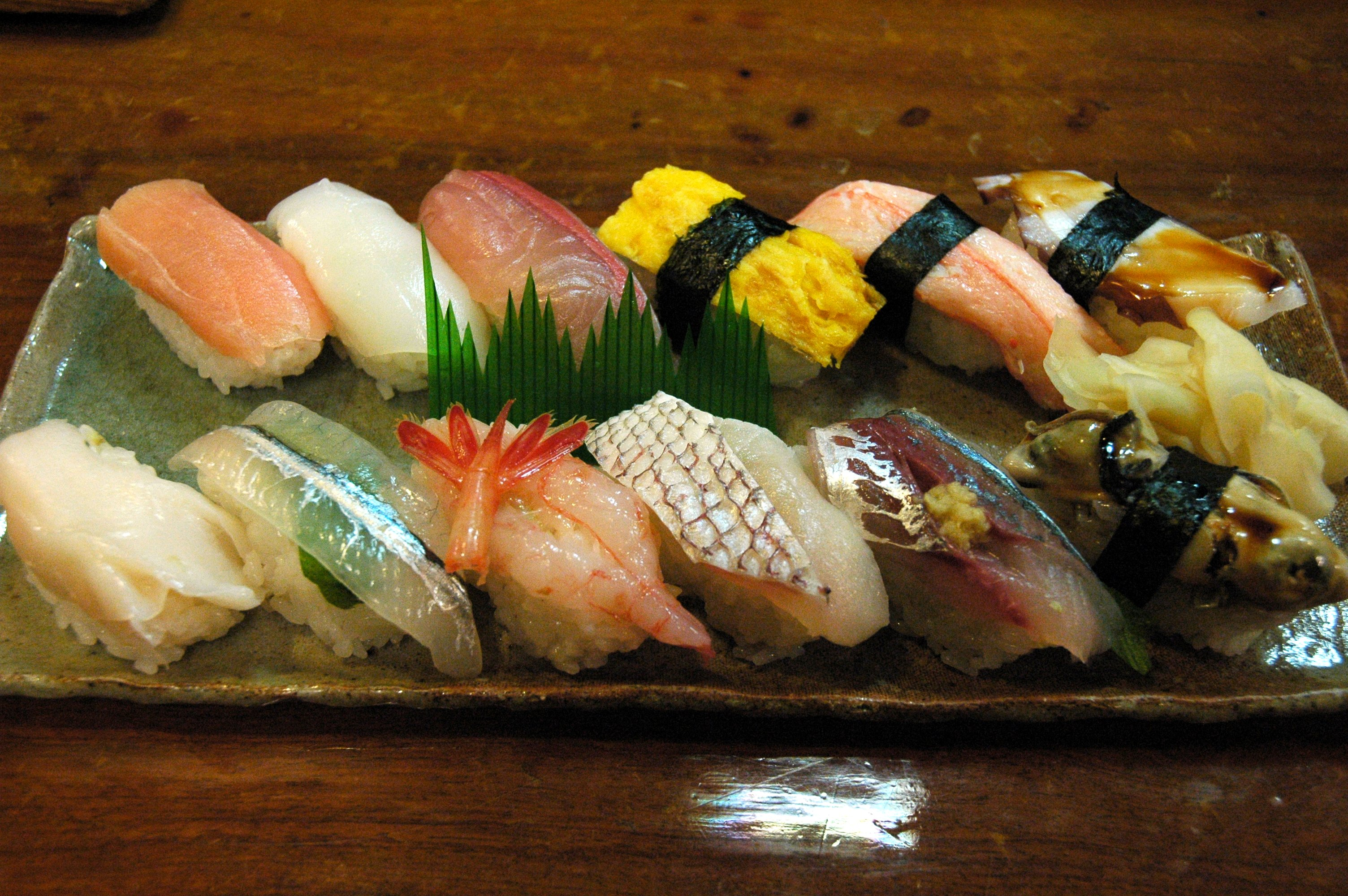